# Penso e Freixinho
Penso e Freixinho (llamada oficialmente União das Freguesias de Penso e Freixinho) es una freguesia portuguesa del municipio de Sernancelhe, distrito de Viseu.

## Historia
Fue creada el 28 de enero de 2013 en aplicación de una resolución de la Asamblea de la República de Portugal promulgada el 16 de enero de 2013 con la unión de las freguesias de Freixinho y Penso, pasando su sede a estar situada en la antigua freguesia de Penso.

## Demografía
| Gráfica de evolución demográfica de Penso e Freixinho entre 2011 y 2021 |
|                                                                         |
| Datos según el nomenclátor publicado por el INE portugués.              |